# European Liner Affairs Association
Die European Liner Affairs Association (ELAA) war eine Vereinigung von Linienreedern. Sie hatte sich zur Aufgabe gemacht, politische und wirtschaftliche Interessen ihrer Mitglieder vor der Europäischen Union und deren Institutionen zu vertreten (siehe auch Lobby).
Der Verband mit Sitz in Brüssel wurde im Mai 2003 gegründet. Zum 1. Juli 2010 beschlossen die Mitglieder die Auflösung der Vereinigung. Seither lassen sie sich durch den World Shipping Council vertreten.
Zuletzt repräsentierte die ELAA mehr als 90 % der weltweiten Containerschiffsreedereien.